# Forma indeterminada
No cálculo e em outros ramos da análise matemática, os limites de uma combinação algébrica de funções em uma variável independente podem frequentemente ser avaliados pela substituição dessas funções por seus limites individuais. Se a expressão obtida após esta substituição não fornecer informação suficiente para determinar o limite da combinação, então a expressão é considerada uma forma indeterminada . Mais especificamente, uma forma indeterminada é uma expressão matemática envolvendo {\displaystyle 0}, {\displaystyle 1} e {\displaystyle \infty }. É obtida pela aplicação do teorema do limite algébrico no processo de tentativa de determinar um limite, mas que falha em restringir esse limite a um valor específico ou infinito (se um limite é confirmado como infinito, então não é indeterminado, mas sim determinado como infinito) e, portanto, ainda não determina o limite que se busca.
Existem várias formas indeterminadas que são normalmente consideradas na literatura:
- {\displaystyle 0\div 0}
- {\displaystyle {\infty }\div {\infty }}
- {\displaystyle 0\times \infty }
- {\displaystyle \infty -\infty }
- {\displaystyle 0^{0}}
- {\displaystyle 1^{\infty }}
- {\displaystyle \infty ^{0}}
- {\displaystyle {\sqrt[{0}]{1}}}
- {\displaystyle {\sqrt[{\infty }]{0}}}
- {\displaystyle {\sqrt[{\infty }]{\infty }}}
- {\displaystyle \log _{0}(0)}
- {\displaystyle \log _{\infty }(\infty )}
- {\displaystyle \log _{1}(1)}
- {\displaystyle \log _{\infty }(0)}
- {\displaystyle \log _{0}(\infty )}

O exemplo mais comum de uma forma indeterminada ocorre ao determinar o limite da razão de duas funções que tendem a 0 no mesmo ponto, e é referido como "a forma indeterminada {\displaystyle 0/0} " .Por exemplo, como {\displaystyle x} se aproximando de {\displaystyle 0}, as proporções {\displaystyle x/x^{3}}, {\displaystyle x/x}, e {\displaystyle x^{2}/x} tendem a {\displaystyle \infty }, {\displaystyle 1}, e {\displaystyle 0} respectivamente.  Nos três casos, se os limites do numerador e denominador forem substituídos, a expressão resultante é {\displaystyle 0/0}, que é indefinido. De uma maneira geral, {\displaystyle 0/0} pode assumir os valores {\displaystyle 0}, {\displaystyle 1}, ou {\displaystyle \infty }, e é fácil construir exemplos semelhantes para os quais o limite é qualquer valor particular.
Então, dado que duas funções {\displaystyle f(x)} e {\displaystyle g(x)} ambas se aproximam de {\displaystyle 0} quando {\displaystyle x} aproxima-se de algum ponto {\displaystyle c}, esse fato por si só não dá informações suficientes para avaliar o limite
Nem toda expressão algébrica indefinida corresponde a uma forma indeterminada. Por exemplo, a expressão {\displaystyle 1/0} é indefinido como um número real, mas não corresponde a uma forma indeterminada, pois qualquer limite que se apresente dessa forma irá divergir para o infinito, já que, nos casos em que acontece, o denominador se aproxima de 0, mas nunca é 0.
Uma expressão que surge por outras formas que não a aplicação do teorema do limite algébrico pode ter a mesma aparência de uma forma indeterminada. No entanto, não é apropriado chamar uma expressão de "forma indeterminada" se a expressão for feita fora do contexto de determinação de limites. Por exemplo, {\displaystyle 0/0} que surge da substituição {\displaystyle 0} para {\displaystyle x} na equação {\displaystyle f(x)=|x|/(|x-1|-1)} não é uma forma indeterminada, uma vez que esta expressão não é feita na determinação de um limite (na verdade é indefinida como divisão por zero ). Outro exemplo é a expressão {\displaystyle 0^{0}} . Esta expressão pode ser deixada indefinida ou ser definida como igual {\displaystyle 1}, dependendo do campo de aplicação e do autor. Para mais informações, consulte o artigo Zero à potência de zero . Observe que {\displaystyle 0^{\infty }} e outras expressões envolvendo infinito não são formas indeterminadas .

## Alguns exemplos e não exemplos

### Forma indeterminada 00

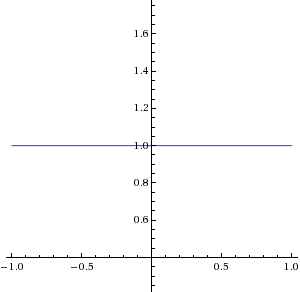
Fig. 1: y = ⁠x/x⁠
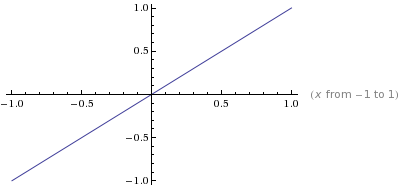
Fig. 2: y = ⁠x2/x⁠
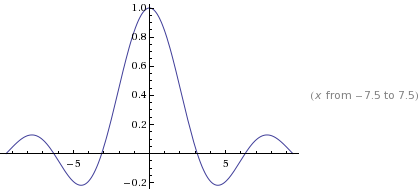
Fig. 3: y = ⁠sin x/x⁠
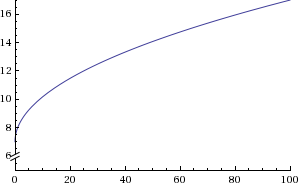
Fig. 4: y = ⁠x − 49/√x − 7⁠ (para x = 49)
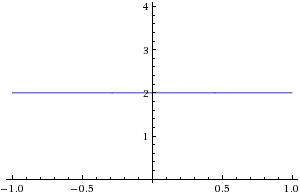
Fig. 5: y = ⁠ax/x⁠ onde a = 2
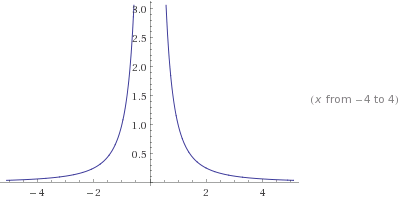
Fig. 6: y = ⁠x/x3⁠

A forma indeterminada {\displaystyle 0/0} é encontrada regularmente em cálculo, porque com frequência surge na avaliação de derivadas usando sua definição em termos de limite.
Como acima mencionado,
enquanto
Isso é o suficiente para mostrar que {\displaystyle 0/0} é uma forma indeterminada. Outros exemplos com esta forma indeterminada incluem
e
A substituição direta do número que {\displaystyle x} se aproxima em qualquer uma dessas expressões mostra que esses são exemplos correspondem à forma indeterminada {\displaystyle 0/0}, mas esses limites podem assumir muitos valores diferentes. Qualquer valor desejado {\displaystyle a} pode ser obtido para esta forma indeterminada da seguinte forma:
O valor que {\displaystyle \infty } também pode ser obtido (no sentido de tender ao infinito):

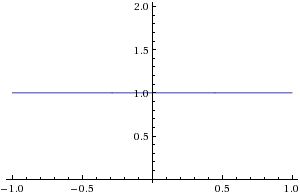
Fig. 7: y = x 0
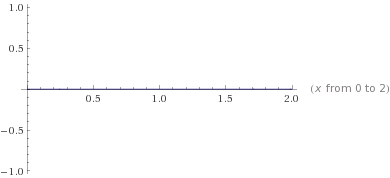
Fig. 8: y = 0 x

Os limites a seguir ilustram que a expressão {\displaystyle 0^{0}} é uma forma indeterminada:
Assim, em geral, sabendo que {\displaystyle \textstyle \lim _{x\to c}f(x)\;=\;0\!}  e {\displaystyle \textstyle \lim _{x\to c}g(x)\;=\;0} não é suficiente para avaliar o limite
Se as funções {\displaystyle f} e {\displaystyle g} são analíticas em {\displaystyle c}, e {\displaystyle f} é positivo para {\displaystyle x} suficientemente perto (mas não igual) para {\displaystyle c}, então o limite de {\displaystyle f(x)^{g(x)}} será {\displaystyle 1} . Caso contrário, use a transformação na tabela abaixo para avaliar o limite.

### Expressões que não são formas indeterminadas
A expressão {\displaystyle 1/0} não é comumente considerado como uma forma indeterminada, porque não há uma gama infinita de valores que {\displaystyle f/g} poderia se aproximar. Especificamente, se {\displaystyle f} se aproxima de {\displaystyle 1} e {\displaystyle g} se aproxima de {\displaystyle 0}, então {\displaystyle f} e {\displaystyle g} podem ser escolhido para que:
1. {\displaystyle f/g} se aproxime de {\displaystyle +\infty }
2. {\displaystyle f/g} se aproxima de {\displaystyle -\infty }
3. O limite não existe.

Em cada caso, o valor absoluto {\displaystyle |f/g|} se aproxima de {\displaystyle +\infty }, e então o quociente {\displaystyle f/g} deve divergir, no sentido dos números reais estendidos (no quadro da linha real projetivamente estendida, o limite é o infinito sem sinal {\displaystyle \infty } em todos os três casos  ). Da mesma forma, qualquer expressão do formulário {\displaystyle a/0} com {\displaystyle a\neq 0} (Incluindo {\displaystyle a=+\infty } e {\displaystyle a=-\infty } ) não é uma forma indeterminada, uma vez que o quociente que dá origem a tal expressão sempre diverge.
A expressão {\displaystyle 0^{\infty }} não é uma forma indeterminada. A expressão {\displaystyle 0^{+\infty }}, obtida considerando {\displaystyle \lim _{x\to c}f(x)^{g(x)}}, dá o limite {\displaystyle 0}, conquanto que {\displaystyle f(x)} permanece não negativo como {\displaystyle x} se aproximando de {\displaystyle c} . A expressão {\displaystyle 0^{-\infty }} é equivalente a {\displaystyle 1/0} ; E se {\displaystyle f(x)>0} quando {\displaystyle x} se aproxima de  {\displaystyle c}, o limite sai como {\displaystyle +\infty } .
Para ver porque, deixe {\displaystyle L=\lim _{x\to c}f(x)^{g(x)},} Onde {\displaystyle \lim _{x\to c}{f(x)}=0,} e {\displaystyle \lim _{x\to c}{g(x)}=\infty .} Tirando o logaritmo natural de ambos os lados e usando {\displaystyle \lim _{x\to c}\ln {f(x)}=-\infty ,} concluímos que{\displaystyle \ln L=\lim _{x\to c}({g(x)}\times \ln {f(x)})=\infty \times {-\infty }=-\infty ,} o que significa que {\displaystyle L={e}^{-\infty }=0.}

## Avaliando formas indeterminadas
O adjetivo indeterminado não implica que o limite não exista, como mostram muitos dos exemplos acima. Em muitos casos, a eliminação algébrica, a regra de L'Hôpital ou outros métodos podem ser usados para manipular a expressão de forma que o limite possa ser avaliado.

### Infinitesimal equivalente
Quando duas variáveis {\displaystyle \alpha } e {\displaystyle \beta } convergem para zero no mesmo ponto limite e {\displaystyle \textstyle \lim {\frac {\beta }{\alpha }}=1}, eles são chamados de infinitesimais equivalentes (equiv. {\displaystyle \alpha \sim \beta } )
Além disso, se as variáveis {\displaystyle \alpha '} e {\displaystyle \beta '} são tais que {\displaystyle \alpha \sim \alpha '} e {\displaystyle \beta \sim \beta '}, então:
Aqui está uma prova rápida:
Suponha que existam dois infinitesimais equivalentes {\displaystyle \alpha \sim \alpha '} e {\displaystyle \beta \sim \beta '} .
Para a avaliação da forma indeterminada {\displaystyle 0/0}, pode-se fazer uso dos seguintes fatos sobre infinitesimais equivalentes (por exemplo, {\displaystyle x\sim \sin x} se x ficar mais próximo de zero):
Por exemplo:
Na 2ª igualdade, {\displaystyle e^{y}-1\sim y} onde {\displaystyle y=x\ln {2+\cos x \over 3}} conforme y se torna mais próximo de 0 é usado, e {\displaystyle y\sim \ln {(1+y)}} onde {\displaystyle y={{\cos x-1} \over 3}} é usado na 4ª igualdade, e {\displaystyle 1-\cos x\sim {x^{2} \over 2}} é usado na 5ª igualdade.

### Regra de L'Hôpital
A regra de L'Hôpital é um método geral para avaliar as formas indeterminadas {\displaystyle 0/0} e {\displaystyle \infty /\infty } . Esta regra afirma que, sob condições apropriadas
onde {\displaystyle f'} e {\displaystyle g'} são as derivadas de {\displaystyle f} e {\displaystyle g} . (Observe que esta regra não se aplica a expressões {\displaystyle \infty /0}, {\displaystyle 1/0}, e assim por diante, visto que essas expressões não são formas indeterminadas. ) Essas derivadas permitirão realizar a simplificação algébrica e, eventualmente, avaliar o limite.
A regra de L'Hôpital também pode ser aplicada a outras formas indeterminadas, usando primeiro uma transformação algébrica apropriada. Por exemplo, para avaliar a forma 0 0 :
O lado direito tem a forma {\displaystyle \infty /\infty }, então a regra de L'Hôpital se aplica a ele. Observe que essa equação é válida (desde que o lado direito seja definido) porque o logaritmo natural (ln) é uma função contínua ; é irrelevante o quão bem comportado {\displaystyle f} e {\displaystyle g} pode (ou não) ser tão longo quanto {\displaystyle f} é assintoticamente positivo. (o domínio dos logaritmos é o conjunto de todos os números reais positivos. )
Embora a regra de L'Hôpital se aplique a ambos {\displaystyle 0/0} e {\displaystyle \infty /\infty }, uma dessas formas pode ser mais útil do que a outra em um caso particular (devido à possibilidade de simplificação algébrica posteriormente). Pode-se mudar entre essas formas, se necessário, transformando {\displaystyle f/g} para {\displaystyle (1/g)/(1/f)} .

## Lista de formas indeterminadas
A tabela a seguir lista as formas indeterminadas mais comuns e as transformações para a aplicação da regra de l'Hôpital.
| Forma indeterminada                             | Condições                                                                 | Transformação para {\displaystyle 0/0}                                                          | Transformação para {\displaystyle \infty /\infty }                                          |
| ----------------------------------------------- | ------------------------------------------------------------------------- | ----------------------------------------------------------------------------------------------- | ------------------------------------------------------------------------------------------- |
| ⁠0/0⁠                                             | {\displaystyle \lim _{x\to c}f(x)=0,\ \lim _{x\to c}g(x)=0\!}             | —                                                                                               | {\displaystyle \lim _{x\to c}{\frac {f(x)}{g(x)}}=\lim _{x\to c}{\frac {1/g(x)}{1/f(x)}}\!} |
| ⁠{\displaystyle \infty }/{\displaystyle \infty }⁠ | {\displaystyle \lim _{x\to c}f(x)=\infty ,\ \lim _{x\to c}g(x)=\infty \!} | {\displaystyle \lim _{x\to c}{\frac {f(x)}{g(x)}}=\lim _{x\to c}{\frac {1/g(x)}{1/f(x)}}\!}     | —                                                                                           |
| {\displaystyle 0\cdot \infty }                  | {\displaystyle \lim _{x\to c}f(x)=0,\ \lim _{x\to c}g(x)=\infty \!}       | {\displaystyle \lim _{x\to c}f(x)g(x)=\lim _{x\to c}{\frac {f(x)}{1/g(x)}}\!}                   | {\displaystyle \lim _{x\to c}f(x)g(x)=\lim _{x\to c}{\frac {g(x)}{1/f(x)}}\!}               |
| {\displaystyle \infty -\infty }                 | {\displaystyle \lim _{x\to c}f(x)=\infty ,\ \lim _{x\to c}g(x)=\infty \!} | {\displaystyle \lim _{x\to c}(f(x)-g(x))=\lim _{x\to c}{\frac {1/g(x)-1/f(x)}{1/(f(x)g(x))}}\!} | {\displaystyle \lim _{x\to c}(f(x)-g(x))=\ln \lim _{x\to c}{\frac {e^{f(x)}}{e^{g(x)}}}\!}  |
| {\displaystyle 0^{0}}                           | {\displaystyle \lim _{x\to c}f(x)=0^{+},\lim _{x\to c}g(x)=0\!}           | {\displaystyle \lim _{x\to c}f(x)^{g(x)}=\exp \lim _{x\to c}{\frac {g(x)}{1/\ln f(x)}}\!}       | {\displaystyle \lim _{x\to c}f(x)^{g(x)}=\exp \lim _{x\to c}{\frac {\ln f(x)}{1/g(x)}}\!}   |
| {\displaystyle 1^{\infty }}                     | {\displaystyle \lim _{x\to c}f(x)=1,\ \lim _{x\to c}g(x)=\infty \!}       | {\displaystyle \lim _{x\to c}f(x)^{g(x)}=\exp \lim _{x\to c}{\frac {\ln f(x)}{1/g(x)}}\!}       | {\displaystyle \lim _{x\to c}f(x)^{g(x)}=\exp \lim _{x\to c}{\frac {g(x)}{1/\ln f(x)}}\!}   |
| {\displaystyle \infty ^{0}}                     | {\displaystyle \lim _{x\to c}f(x)=\infty ,\ \lim _{x\to c}g(x)=0\!}       | {\displaystyle \lim _{x\to c}f(x)^{g(x)}=\exp \lim _{x\to c}{\frac {g(x)}{1/\ln f(x)}}\!}       | {\displaystyle \lim _{x\to c}f(x)^{g(x)}=\exp \lim _{x\to c}{\frac {\ln f(x)}{1/g(x)}}\!}   |